# China Oceanwide Holdings Group
China Oceanwide Holdings Group (China Oceanwide) est un fonds d'investissement chinois spécialisé dans l'immobilier, l'hôtellerie et la finance. Il est notamment actionnaire de la China Minsheng Trust, Minsheng Securities, Oceanwide Holdings, Minsheng Holding & China Minsheng Bank (5 %).

## Histoire
En octobre 2016, Oceanwide Group annonce l'acquisition de l'assureur américain Genworth Financials pour 2,7 milliards de dollars.